# باکونی‌یاکو
باکونی‌یاکو (به مجاری: Bakonyjákó) یک شهرداری در مجارستان است که در ناحیه پاپا واقع شده‌است. باکونی‌یاکو ۴۷٫۱۸ کیلومتر مربع مساحت و ۶۹۸ نفر جمعیت دارد.